# Oktober 1935
| Deze maand                                                                                                  |
| --- |
| - Italië valt Abessinië binnen - Griekenland weer een monarchie - Volkenbond stelt sancties in tegen Italië |

De volgende gebeurtenissen speelden zich af in oktober 1935. Sommige gebeurtenissen kunnen één of meer dagen te laat zijn vermeld doordat ze op de datum staan aangegeven waarop ze in het nieuws kwamen in plaats van de datum waarop ze werkelijk hebben plaatsvonden.

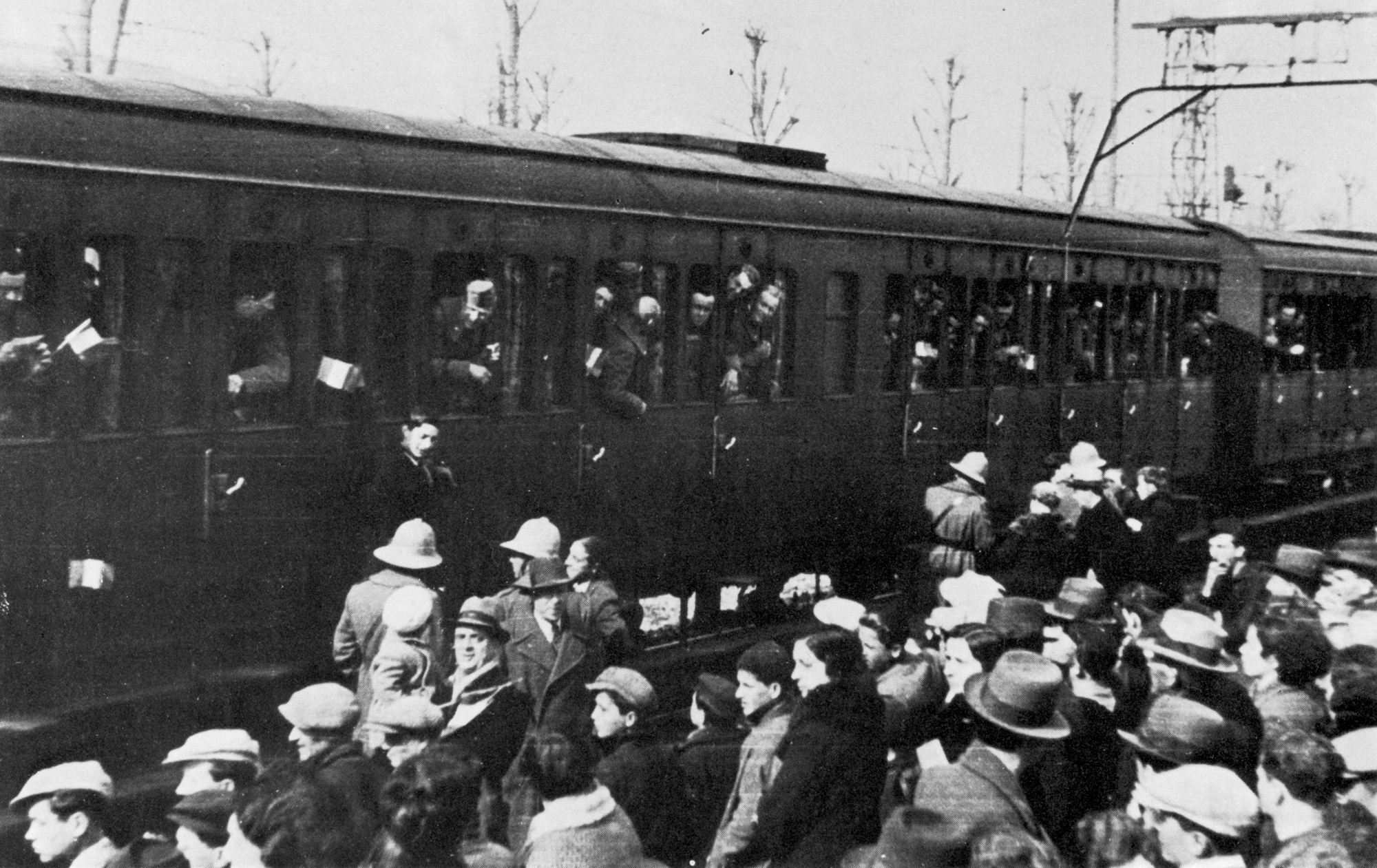
Italiaanse soldaten vertrekken naar Abessinië

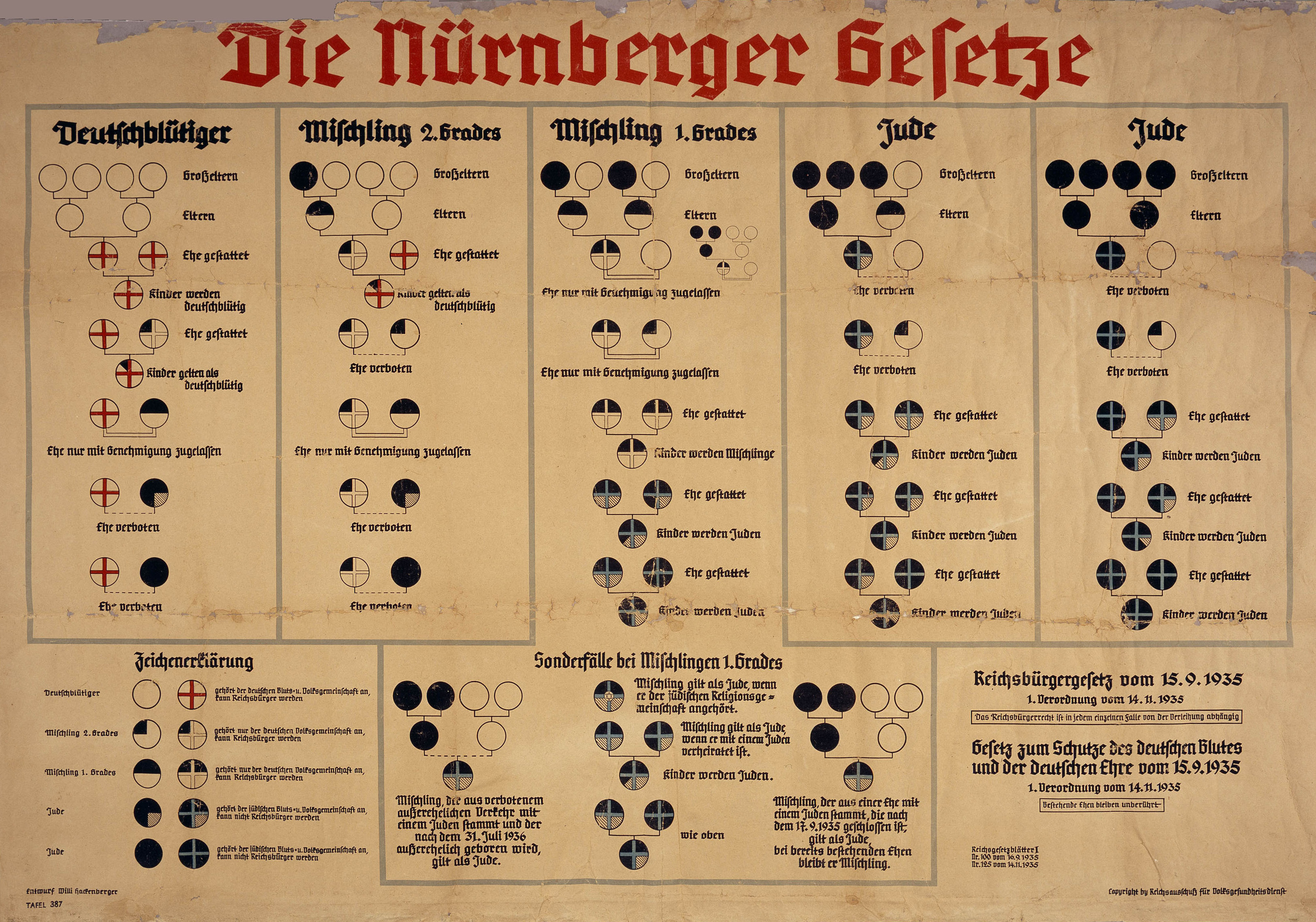
Rasenwetten van Neurenberg

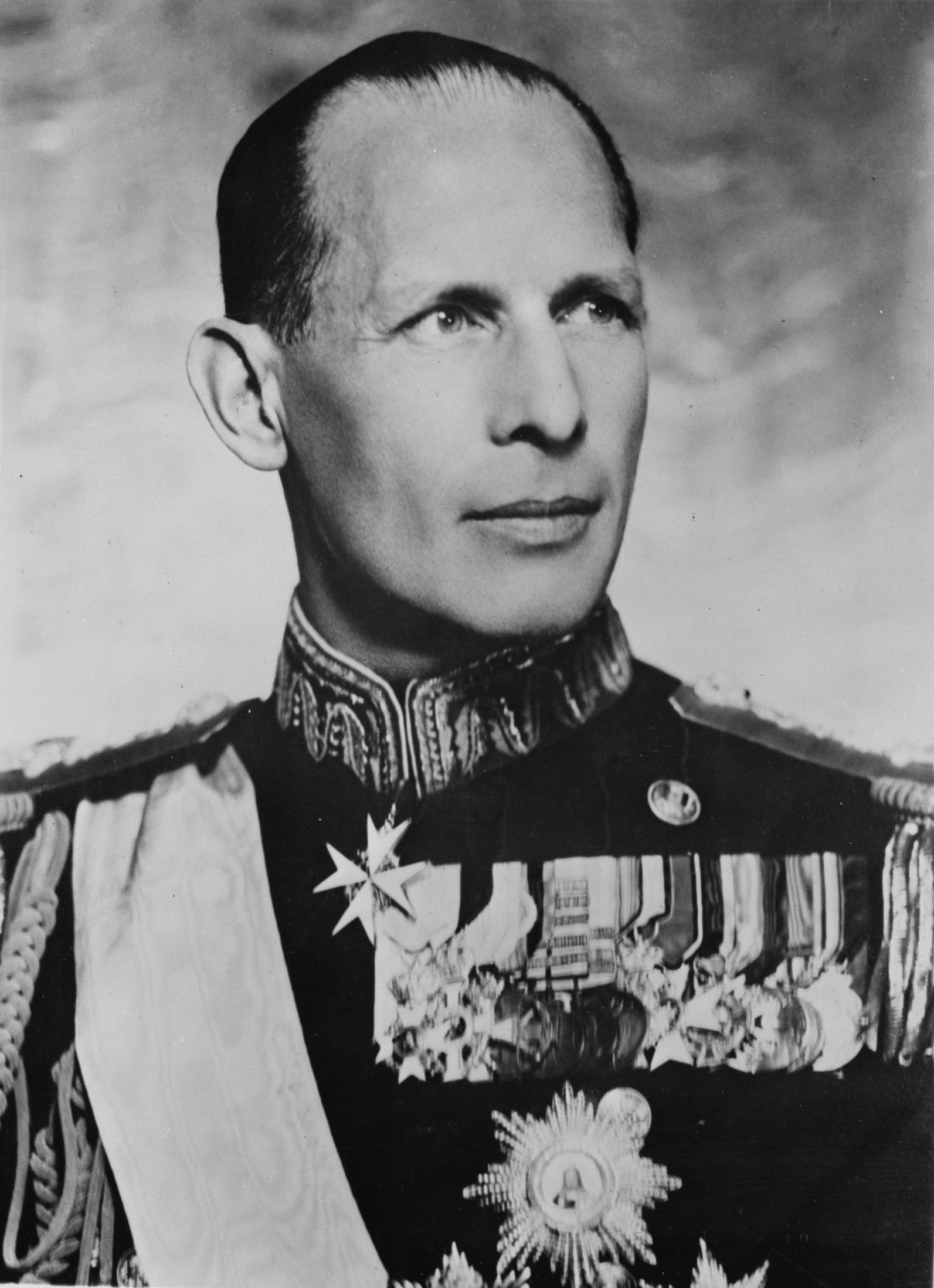
George II van Griekenland

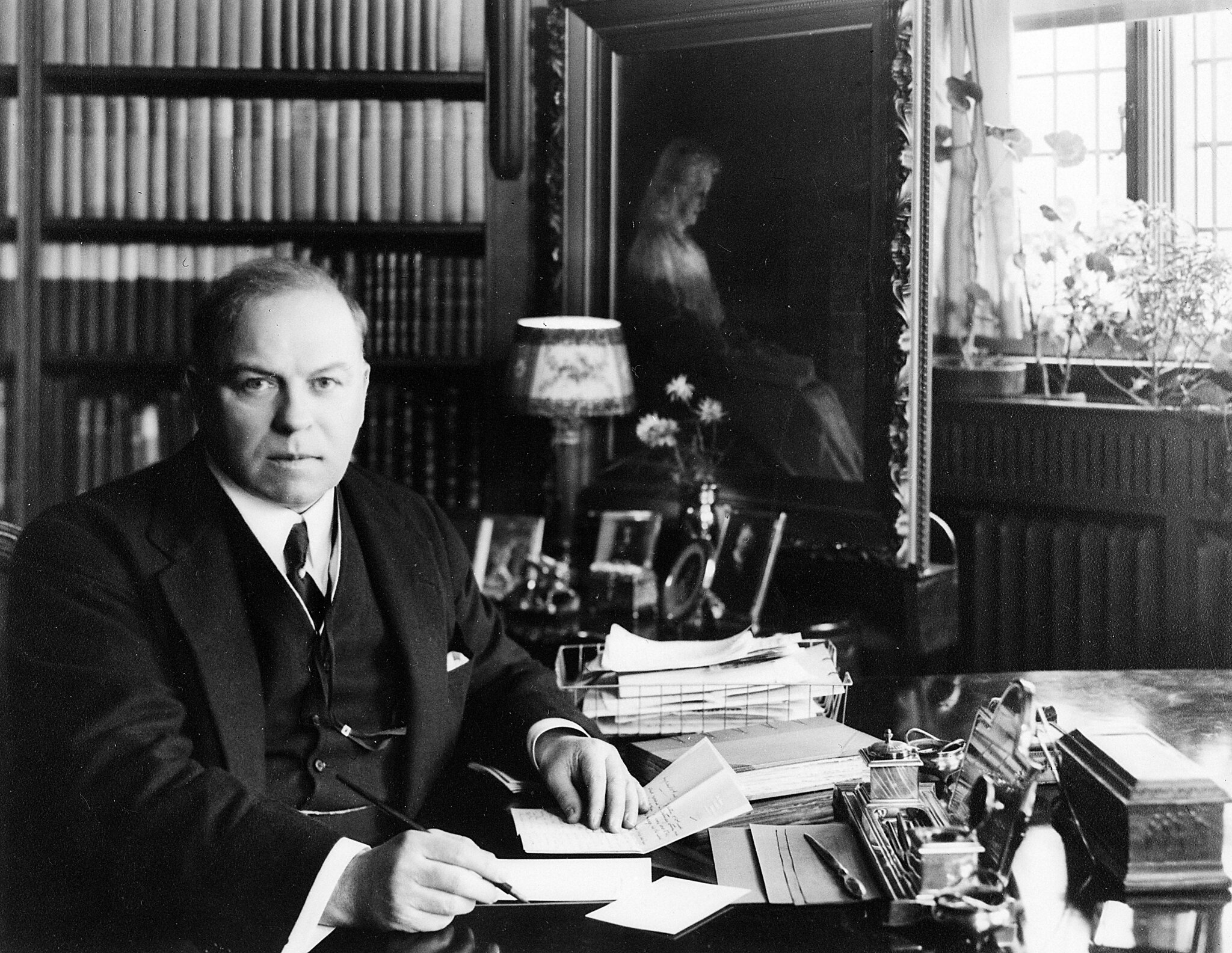
William Lyon Mackenzie King

- 1: Via zijn gezant Franz von Papen biedt Duitsland aan Oostenrijk een non-agressiepact voor een periode van vijf jaar aan. Voorstellen zijn:
  - Beëindiging van de nationaalsocialistische propaganda tegen de Oostenrijkse regering, zowel in Duitsland als in Oostenrijk
  - Ontbinding van het Oostenrijks legioen in Duitsland
  - Normalisering en uitbreiding van de economische betrekkingen
  - Toetreding van Oostenrijk tot de Duits-Hongaarse alliantie
  - Einde van de maatregelen tegen de nationaalsocialisten in Oostenrijk
  - Geleidelijke vrijlating van nationaalsocialisten in Oostenrijkse concentratiekampen
- 2: In België worden alle ministeries gesommeerd hun uitgaven met 15% te verminderen.
- 2: In het Rode Leger wordt de volledige militaire hiërarchie met alle rangen heringevoerd.
- 2: De Tweede Kamer keurt de bezuinigingsvoorstellen van de regering goed.
- 2: Italië begint de oorlog tegen Abessinië, zie Tweede Italiaans-Ethiopische Oorlog.
- 3: In Bulgarije worden plannen voor een staatsgreep ontdekt en onderdrukt.
- 3: De Italianen bombarderen Adwa en Adigrat. Rond Ogaden zijn gevechten gaande.
- 3: De Raad van de Volkenbond wordt met spoed bijeengeroepen vanwege de oorlog tussen Italië en Abessinië.
- 4: Met 2.168.000 tegen 102.000 stemmen spreken de leden van de Labour-partij zich uit voor het toepassen van sancties van de Volkenbond tegen Italië.
- 4: Het Deense Folketing wordt ontbonden na een crisis vanwege de eisen van boeren voor steun. Op 21 oktober zullen nieuwe verkiezingen worden gehouden.
- 4: Adwa wordt opnieuw gebombardeerd. Op diverse plaatsen in Abessinië wordt gevochten.
- 4: De Franse premier Pierre Laval roept de Fransen op tot eenheid, rust en koelbloedigheid.
- 4: Colombia en Peru ratificeren een verdrag dat hun strijd om Leticia definitief beëindigt.
- 5: Italië verovert Adigrat.
- 5: Het Abessijnse leger rukt op naar het noordoosten, en valt Eritrea binnen.
- 5: Italiaanse luchtbombardementen vinden plaats op diverse plaatsen in Abessinië, onder meer in Dessié.
- 5: In de Volkenbond stelt de Italiaanse vertegenwoordiger Pompeo Aloisi dat niet Italië Abessinië, maar Abessinië Italië bedreigt. De Abessijnse vertegenwoordiger Tecle Hawariate stelt dat zijn land zonder enige reden is aangevallen, en verzoekt om actie van de Volkenbond.
- 6: De Italianen veroveren Adwa.
- 7: In de Volkenbond wordt besloten dat Italië in strijd met het Volkenbondspact de oorlog tegen Abessinië begonnen is. De weg naar sancties tegen het land ligt daarmee definitief open.
- 7: In de Verenigde Staten wordt de uitvoer van wapens en vliegtuigen naar Italië en Abessinië verboden.
- 8: George Lansbury treedt af als partijleider van Labour. Hij wordt vervangen door Clement Attlee.
- 9: In Duitsland wordt vastgesteld dat het huwelijksverbod in de Neurenberger Rassenwetten geen effect hebben op huwelijken die voor 17 september 1935 zijn gesloten.
- 9: Abessinië zet de Italiaanse gezant, graaf Vinci, en zijn legatie uit, omdat deze tegen afspraak in van de radiopost van de legatie gebruik maakte.
- 10: Onder druk van de militairen treedt de Griekse regering-Tsaldaris af, en wordt door Georgios Kondylis een nieuwe regering gevormd. Griekenland wordt weer een monarchie, met ex-koning George II als staatshoofd en premier Kondylis als koninklijk regent tot aan een volksstemming over terugkeer van de koning die op 3 november zal worden gehouden.
- 10: De Volkenbond stemt in met sancties tegen Italië; alleen Oostenrijk en Hongarije stemmen tegen.
- 10: Première in New York van de opera Porgy and Bess van George en Ira Gershwin, aanvankelijk met matig succes.
- 11: De Poolse regering-Sławek treedt af.
- 12: Twee Abessijnse legerleiders lopen met hun troepen over naar Italië.
- 12: De levering van wapens aan Italië, inclusief vliegtuigen, wordt verboden. Het wapenembargo tegen Abessinië wordt opgeheven.
- 12: Bij een grensincident tussen de Sovjet-Unie en Mantsjoerije vallen doden en gewonden.
- 13: Economische sancties tegen Italië worden opgesteld. Het is de bedoeling deze per 31 oktober van kracht te laten worden. In het bijzonder zal het uitschrijven van leningen en kredieten ten behoeve van de Italiaanse regering en Italiaanse personen en organisaties verboden worden.
- 14: De Italianen veroveren Aksum.
- 15: In Polen wordt een nieuwe regering gevormd met Marian Zyndram-Kościałkowski aan het hoofd.
- 16: Het uittreden van Duitsland uit de Volkenbond wordt formeel van kracht. Duitsland betaalt zijn achterstallige contributies.
- 17: Bij verkiezingen in Canada verslaan de liberalen de regerende conservatieven.
- 17: De Arbeiderspartij doet een geslaagde staatsgreep in de Mexicaanse staat Yucatán.
- 17: De regering van Albanië treedt af.
- 17: In Oostenrijk vormt premier Kurt von Schuschnigg een nieuwe regering. De diverse weerbaarheidsorganisaties worden tot een organisatie verenigd. De gebeurtenissen worden geacht een overwinning te betekenen voor vicepremier Ernst Rüdiger Starhemberg en zijn pro-Italiaanse koers.
- 19: De Volkenbond stemt in met de sancties tegen Italië:
  - Verbod op invoer van goederen uit Italië
  - Verbod op uitvoer van transportdieren en diverse grondstoffen naar Italië.
  - Oostenrijk, Hongarije en Albanië verklaren niet mee te doen met de sancties.
- 21: Nederland verbiedt de export van wapens naar Italië.
- 21: De verkiezingen voor het Deense Folketing leveren een winst op voor de regerende sociaaldemocraten, die van 62 naar 68 van de 149 zetels gaan.
- 22: Het Verenigd Koninkrijk past de neutraliteitsvoorschriften van de Haagse Conventie toe ten opzichte van Italiaanse schepen. Deze mogen niet meer dan 24 uur in Britse havens blijven, en niet meer brandstof en levensmiddelen innemen dan nodig zijn om de dichtstbijzijnde Italiaanse haven te bereiken.
- 22: Samuel Hoare bespreekt het Italiaans-Abessijnse conflict in het Lagerhuis:
  - De solidariteit tussen het Verenigd Koninkrijk en Frankrijk is zeer belangrijk
  - Het Verenigd Koninkrijk zal niet verder gaan in sancties dan de Volkenbond
  - Er is nog steeds hoop op een vreedzame oplossing voordat de sancties van kracht worden
- 23: Het doodvonnis tegen Bruno Hauptmann wordt door het hoogste gerechtshof van New Jersey bevestigd, doch de executie wordt voor onbepaalde tijd uitgesteld.
- 23: In Albanië treedt een nieuwe regering aan onder leiding van Mehdi Bej Frashëri.
- 24: De Nederlandse Tweede Kamer stemt in met de Sanctiewet, die een deelname aan de sancties van de Volkenbond tegen Italië inhoudt. Op 26 oktober stemt ook de Eerste Kamer hiermee in, en op 29 oktober wordt hij van kracht.
- 24: Tijdens besprekingen in het Lagerhuis stelt Winston Churchill dat de Duitse herbewapening een grotere bedreiging vormt dan het Italiaans-Abessijnse conflict.
- 24: De Sjanghaidollar ondergaat een ernstige koersdaling.
- 25: De liberale leider William Lyon Mackenzie King vormt een nieuwe regering in Canada.
- 25: De Nobelprijs voor de Fysiologie of Geneeskunde wordt toegekend aan Hans Spemann voor zijn ontdekking van het 'organisatoreffect' in de embryonale ontwikkeling.
- 26: President Ignacy Mościcki van Polen krijgt, voorlopig tot 1 januari 1936, uitgebreide volmachten om financiële en economische wetten uit te vaardigen.
- 28: In Frankrijk worden drie decreten betreffende de staatsorde aangenomen:
  - organisaties die onwettig, onzedelijk of staatsgevaarlijk zijn, kunnen door de rechter worden verboden
  - demonstraties op de openbare weg zijn slechts toegestaan met voorafgaande goedkeuring
  - bezit en handel van vuurwapens vereisen een vergunning
- 28: Bolivia verwerpt vredesvoorstellen in de Chaco-oorlog met Paraguay. Het land wenst eerst de kwestie der krijgsgevangenen te regelen voordat over grenswijzigingen gesproken wordt.
- 29: In Duitsland wordt de Wet op de Staatsbanken uitgevaardigd, welke de minister van Economische Zaken de mogelijkheid geeft om het toezicht over de staatsbanken over te nemen.
- 29: Het City Theater in Amsterdam wordt geopend met orgelspel en het Polygoon-journaal.
- 29: In Frankrijk wordt een uitgebreid stelsel van bezuinigingen op het bestuursapparaat gepresenteerd.
- 30: Onder druk van een smeergeldaffaire treedt de regering van Spanje af. Joaquín Chapaprieta vormt een nieuwe regering.

en verder:
- Tussen Tsjecho-Slowakije en Polen komt het tot een ernstig diplomatiek incident. Tsjecho-Slowakije ontneemt consul Alexander Klotz in Ostrava zijn consulaat vanwege inmenging in de Tsjechische binnenlandse politiek (meer specifiek ophitsende propaganda onder Polen van Tsjecho-Slowaakse nationaliteit). In reactie hierop ontneemt Polen twee Tsjecho-Slowaakse consuls hun consulaat.
- De Haïtiaanse provincies Jeremie en Jachel worden getroffen door zware overstromingen.

<< · januari · februari · maart · april · mei · juni · juli · augustus · september · oktober · november · december · >>